# Klaus Ensikat
Klaus Ensikat (* 16. Januar 1937 in Berlin) ist ein deutscher Grafiker und Illustrator.

## Leben
Ensikat absolvierte von 1951 bis 1954 eine Ausbildung als Dekorateur und Gebrauchswerber in Finsterwalde. Von 1954 bis 1958 studierte er an der Fachschule für angewandte Kunst Berlin-Oberschöneweide. Danach arbeitete er bis 1960 als Gebrauchsgrafiker bei der DEWAG-Werbung Berlin und 1960/1961 freischaffend als Gebrauchsgrafiker in Berlin. Von 1961 bis 1965 war er Fachschullehrer an der Fachschule für angewandte Kunst. Ab 1965 arbeitete er freischaffend in Berlin. Von 1960 bis 1990 war Ensikat Mitglied im Verband Bildender Künstler der DDR. Ensikats Bilder erschienen in Zeitschriften der DDR wie Das Magazin und Eulenspiegel. Von 1995 bis 2002 war Ensikat Professor für Zeichnen an der Fachhochschule Hamburg.
Ensikat war mit der Autorin und Kinderbuchillustratorin Regine Röder-Ensikat verheiratet. Sein Bruder war der Autor und Schauspieler Peter Ensikat.

## Rezeption
„Klaus Ensikats Zeichnungen sind einer ironischen Sicht verpflichtet.“
Ensikats Grafiken zeichnen sich aus durch „seine an den altdeutschen Meistern geschulte Linienkunst“.
„Man erkennt Klaus Ensikats Bilder sofort. Feine, mit der Feder gezeichnete schwarze Linien, die in ihrer Genauigkeit an Albrecht Dürer erinnern, sind sein Markenzeichen. Ensikats mit Tempera kolorierte Illustrationen unterstreichen und ergänzen die Handlung der Geschichten. So begegnen Kindern schon früh – und bevor Berührungsängste überhaupt entstehen können – der großen Weltliteratur.“
„Wie kein anderer hat er seinen Stil entwickelt, hat er das grafische, akribisch gezeichnete Bild in die Kinderbuchszene eingeführt und dort zu einer meisterlichen Form gebracht. (…) Ensikat zeichnet seine Bilder wie ein Kupferstecher, der mit dem Stichel in die Stahlplatte graviert; er arbeitet mit einer Stahlfeder auf Papier. So entstehen durch den altmeisterlich anmutenden Zeichenstil dramatische Szenen von großer Tiefe.“

## Ehrungen
- 1972: Premio Grafiko der internationalen Kinder- und Jugendbuchmesse in Bologna
- 1973: Goldener Apfel der Biennale der Illustratoren in Bratislava
- 1975: Goldmedaille der Buchmesse KNIGA in Moskau
- 1977: Preis der Internationalen Buchkunst-Ausstellung iba in Leipzig
- 1979 und 1982: Grand Prix BIB der Biennale der Illustratoren in Bratislava
- 1984: Katalanischer Preis der Internationalen Ausstellung der Kinderbuchautoren in Barcelona
- 1986: Kunstpreis der DDR
- 1986: Rattenfänger-Literaturpreis der Stadt Hameln für Illustrationen zu Daidalos und Ikaros, Beltz-Verlag, Weinheim 1985. ISBN 3-407-80129-7
- 1989: Gutenberg-Preis der Stadt Leipzig
- 1991: Goldener Apfel der Biennale der Illustratoren in Bratislava[5]
- 1992: Premio Grafiko der internationalen Kinder- und Jugendbuchmesse in Bologna
- 1992: Troisdorfer Bilderbuchpreis
- 1995: Deutscher Jugendliteraturpreis, Sonderpreis für sein Gesamtwerk als Illustrator
- 1996: Hans-Christian-Andersen-Preis des „International Board on Books for Young People“ (IBBY), der international bedeutendste Kinderbuchpreis, für sein Lebenswerk
- 2007: Thüringer Märchen- und Sagenpreis „Ludwig Bechstein“.
- 2010: Großer Preis der Deutschen Akademie für Kinder- und Jugendliteratur
- 2013: Hans-Meid-Preis für Buchillustration[6]
- 2020: Wildweibchenpreis

Nach Klaus Ensikat wurde eine Reihe klassischer Kriminalliteratur vom Verlag Das Neue Berlin, für deren Einbandgestaltung er sorgte, benannt: die Ensikat-Reihe, auch Graue Reihe genannt.

## Buchillustrationen (unvollständig)
- Lothar Kusche: Unromantisches Märchenbuch. Eulenspiegel-Verlag, Berlin 1962.
- Johann Gottwerth Müller: Siegfried von Lindenberg. Eulenspiegel-Verlag, Berlin 1964.
- Miloš Macourek: Die Wolke im Zirkus. Aufbau-Verlag, Berlin und Weimar 1966.
- Josef Nesvadba: Wie Kapitän Nemo starb. Phantastische Erzählungen. Das Neue Berlin, 1968.
- Gerhard Branstner: Nepomuk. Hinstorff Verlag Rostock, 1969
- J. R. R. Tolkien: Der kleine Hobbit („The Hobbit or There and Back Again“). Aus dem Englischen von Walter Scherf. Kinderbuchverlag, Berlin 1971 / Georg Bitter Verlag, Recklinghausen 1971, ISBN 3-7903-0133-7.
- Denkspiele. Polnische Aphorismen des 20. Jahrhunderts. Verlag Volk und Welt, Berlin, 1972 (auch als Vorzugsausgabe)
- Alphonse Daudet: Tartarin von Tarascon. Verlag Neues Leben Berlin, 1971
- Heinrich Mann: Kobes. Aufbau-Verlag Berlin und Weimar, 1971 (sechs Federzeichnungen)
- Günter Kunert (Auswahl und Vorwort): Über die irdische Liebe und andere gewisse Welträtsel in Liedern und Balladen von Bertolt Brecht. Eulenspiegel Verlag Berlin, 1972
- Gerhard Branstner: Plebejade oder Die wundersamen Verrichtungen eines Riesen. Buchverlag der Morgen, Berlin, 1974
- Wilhelm Raabe: Die Gänse von Bützow. Verlag der Nation, Berlin 1975, ISBN 3-373-00233-8.
- Denis Diderot: Die geschwätzigen Kleinode. Roman („Les bijoux indiscrets“). Eulenspiegel-Verlag, Berlin 1976.
- Johannes Bobrowski: Literarisches Klima. Ganz neue Xenien, doppelte Ausführung. Union  Verlag Berlin, 1977
- Achtzehn Grafiken zu T. S. Eliot „Old Possums Katzenbuch“. Verlag Volk und Welt, Berlin 1979.
- Peter Hacks: Jules Ratte oder Selberlernen macht schlau; eine Geschichte. Kinderbuchverlag, Berlin, 1981; westdt. Ausg. 1982 bei Thienemann, Stuttgart; Neuausgabe Eulenspiegel Kinderbuchverlag, Berlin 2015, ISBN 978-3-359-02462-0.
- Herman Melville: Taipi. Abenteuer in der Südsee; Roman („Typee“). Benziger Verlag, Zürich 1987, ISBN 3-545-32159-2.
- Charles Perrault: Der kleine Däumling und andere Märchen. Kinderbuchverlag, Berlin 1987, ISBN 3-358-00248-9.
- August Heinrich Hoffmann von Fallersleben: Jeder nach seiner Art. Kinderlieder. Beltz & Gelberg, Weinheim 1991, ISBN 3-407-80378-8.
- Edward Lear: Die Geschichte von den vier kleinen Kindern, die rund um die Welt zogen („The story of the four little children who went round the world“). Altberliner Verlag, Berlin 1992, ISBN 3-86637-546-8.
- Brüder Grimm: Die Bremer Stadtmusikanten. Altberliner Verlag, Berlin 1994, ISBN 3-86637-180-2.
- Mark Twain: Tom Sawyers Abenteuer. Rowohlt Verlag, Reinbek bei Hamburg 1996 (rororo rotfuchs), ISBN 3-499-20813-X.
- Johann Wolfgang von Goethe: Faust. Neu erzählt von Barbara Kindermann. Kindermann Verlag, Berlin 2002, ISBN 978-3-934029-10-1.
- Erwin Strittmatter: Der Weihnachtsmann in der Lumpenkiste. Aufbau-Verlag, Berlin 2003, ISBN 3-351-04042-3.
- Max Bolliger: Kleines Glück & wilde Welt. Lehmittel-Verlag, Zürich 2005, ISBN 3-03713-086-5 (früherer Titel „In einer Höhle am Waldrand ...“).
- Alfred Könner: Die Hochzeit des Pfaus. Nach einem sorbischen Märchen. Altberliner Verlag, Berlin 2005, ISBN 3-86637-493-3.
- Erwin Strittmatter: Ponyweihnacht. Aufbau-Verlag, Berlin 2006, ISBN 3-351-04055-5.
- Stefan Rahmstorf:  Wolken, Wind und Wetter. Bundeszentrale für politische Bildung, Bonn 2011, ISBN 978-3-8389-0226-5.
- Wolfgang Korn: Die Geheimnisse von Troja. Boje Verlag, Köln 2013, ISBN 978-3-414-82340-3.
- Christine Schulz-Reiss: Fernando Magellan – einmal um die ganze Welt, Kindermann Verlag, Berlin 2021, ISBN 978-3-934029-79-8.
- Nicolaj Gogol: Der Mantel. 14 Radierungen. Pressendruck, The Bear Press, Bayreuth, 2022[7]

## Schallplattenhüllen (Auswahl)
- Leonid Solowjow: Nasreddin in Buchara (1979, Kinderhörspiel – Litera)
- Karat: Die sieben Wunder der Welt (1984, Rock – Amiga)
- Brüder Grimm: Märchen der Brüder Grimm (1988, nur Audiokassetten-Cover, Kinderhörspiel – Litera)
- Lewis Carroll: Alice im Wunderland (1990, Kinderhörspiel – Litera)

## Ausstellungen (unvollständig)

### Einzelausstellungen
- 1982: Schwerin, Staatliches Museum (Kinderbuchillustrationen)
- 1982: Leipzig, Galerie der Georg-Maurer-Bibliothek (Kinderbuchillustrationen)
- 1982: Troisdorf, Bilderbuchmuseum („Bilderbuch-Kunst in der DDR. Albrecht von Bodecker, Klaus Ensikat, Gerhard Lahr, Bernhard Nast, Hans Ticha“)
- 1983: München, Internationale Jugendbibliothek („Fünf Kinderbuchillustratoren aus der DDR. Albrecht von Bodecker, Klaus Ensikat, Gerhard Lahr, Bernhard Nast, Hans Ticha“)
- 1997: Berlin, Staatsbibliothek, Internationale Jugendbibliothek München („Jeder nach seiner Art. Kinderbuchillustrationen von Klaus Ensikat“)
- 2018: Troisdorf, Bilderbuchmuseum

### Beteiligung an zentralen und wichtigen regionalen Ausstellungen in der DDR
- 1962/63, 1972/73, 1977/78 und 1987/88: Dresden, Deutsche Kunstausstellung bzw. Kunstausstellungen der DDR
- 1975: Berlin, Altes Museum („In Freundschaft verbunden“)
- 1979: Berlin, Ausstellungszentrum am Fernsehturm („Die Buchillustrationen in der DDR. 1949–1979“)
- 1985: Berlin, Nationalgalerie („Auf gemeinsamen Wegen“)
- 1986: Berlin, Bezirkskunstausstellung
- 1988: Berlin, Ausstellungszentrum am Fernsehturm („Berliner Atelier ´88“)

## Verfilmung
- Kieselchen. Regie: Christl Wiemer, Produktionsjahr: 1978, Produktion: DEFA-Studio für Trickfilme.[8]